# 铁黄铁路

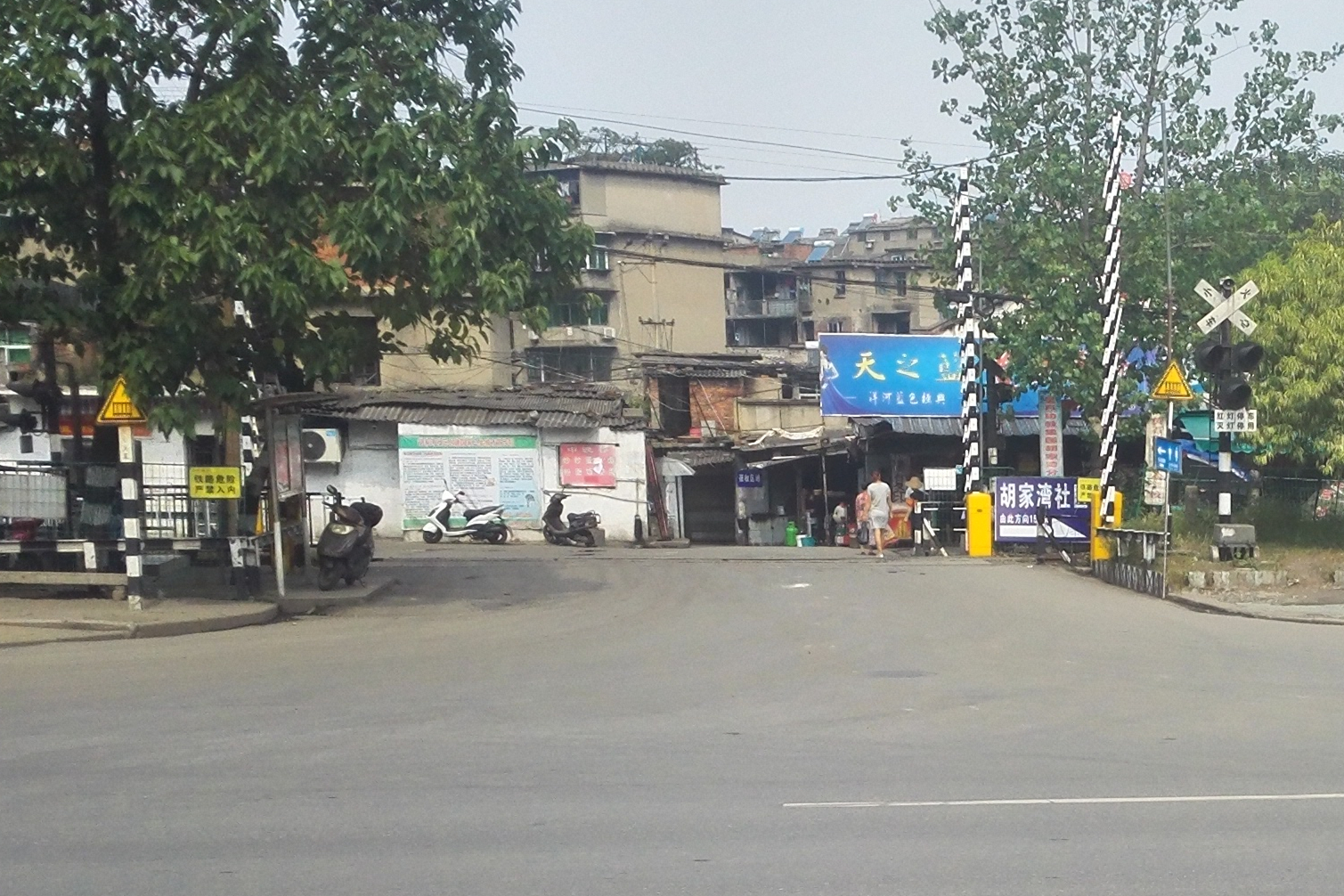
黄石东线胡家湾道口。

铁黄铁路，铁路运价系统定名黄石东线，自中华人民共和国湖北省黄石市铁山区至西塞山区，全长21千米。线路前身为铁山运道，建于1894年12月，由原大冶铁路铁山至黄石东段组成，是湖北省第一条铁路。

## 历史

### 简介
黄石东线由建于1894年12月，原名大冶铁路，是湖北省第一条铁路。这条古老的铁路还是中国第一条由地方政府修建的铁路，是第一条长江、铁路联运通道，是湖北省第一条企业专用线，也是首条由企业专用线改造成为国营铁路的线路。这条铁路从建成到新中国成立前，命运多舛。他从兴盛走向衰败，一度成为日寇夺取大冶矿石的工具。新中国成立后，他改造成为国营铁路，更名为铁黄线，其中一部分融入武九线，在这两条铁路线上，他重新焕发活力，至今仍在为铁路运输、为国民经济建设发挥着重要作用。

### 兴建
大冶铁路因汉阳铁厂的兴起而兴建。1890年（光绪十六年）湖广总督张之洞在汉阳创办铁厂，炼铁日需矿石300多吨，拟以铁山铁矿为原料。次年张之洞在大冶设矿务局，圈地开采。所采矿石先用马车从矿场运到石灰窑江边码头，再转长江水路运至汉阳铁厂。由于马车运送矿石很难满足汉阳铁厂的生产需要，张之洞奏请清廷批准，决定修筑铁山至石灰窑铁路。

大冶铁路由德国人时维礼主持勘测设计和施工，全部采用德国技术和设备，于1893年6月正式动工，1894年12月27日建成通车；线路总长21.28公里（1933年扩大到28公里），由正线和支线两部分组成，正线由大冶县铁山，经新丰（后改称盛洪卿）、得道湾、下陆驿、李家坊至石灰窑，全长18公里，最大坡度8.8‰，最小曲线半径300米；另有得道湾至狮子山矿等支线6条，全长3.28公里（1933年延长至10公里），最大坡度为16‰，最小曲线半径为180米；铺设33千克/米标准轨。正线和支线共有桥梁和涵洞50余座。整个工程投资白银200万两，其中湖北省投资150万两，德国入股投资银50万两。因整个线路都在当时的大冶县境内，故名大冶铁路。

### 通车
大冶铁路通车后，以运输铁矿石为主，兼营旅客运输，运输设备为小型蒸汽机车和矿车，全线有机车14台，客车6辆，载重7吨货车40辆。在下陆建有机车修理厂、煤栈、水塔、车库等，另在石灰窑江边建有卸矿码头1座，设卸矿起重机1台。建成初期，大冶铁路月运矿石3千吨，供汉阳铁厂生产铁用。1896年4月，铁路督办大臣盛宣怀接办大冶铁矿后，陆续开采了狮子山、野鸭坪、夹山、大石门等10多处矿场，产量逐渐提高，铁路货运量也随之增加。

1911年辛亥革命成功后，湖北革命政府派员接管大冶铁路。1921年大冶钢厂建成后，取消大冶铁路的盛洪卿和李家坊2个车站，增设铜鼓地车站。

### 线路提速
1980年至2005年，铁黄线和武九线经过多次改造和提速，客货运量大幅提高。1980年，武汉分局对铁黄线进行改造，将正线全部更换为50千克/米钢轨，行车速度提高到60千米/小时。1990年10月1日，武大线与大沙线接轨，改称武九线。铁黄线和武九线开出的列车可直达江西九江、江苏南京、浙江杭州、上海等华东重要工业城市。
2003年4月，国家投资34亿元的武九铁路扩能提速工程开工，其中铁山至沙河街单线（含原大冶铁路的一段）改双线，正线全部实行无缝线路。2005年11月26日工程完成后，武九铁路列车运行最高时速客车提高到200公里，货车提高到120公里，列车日通过能力由46对提高到176对。同时，铁黄线也得到改造，正线全部铺设60千克/米无缝钢轨，提升为国家一级铁路，列车运行最高时速提高到120公里。

2005年9月28日在武九线改造中新建的一等客运站黄石站开通运营，原黄石车站更名为黄石东站。武昌至黄石的火车快巴延伸至九江。2008年3月，增开黄石东至广水、黄石东至赤壁的2对城际旅客列车，黄石东站年发送旅客近30万人。2010年，黄石车站每天发送旅客1000余人，春运高峰期达到8000余人，年发送旅客40余万人。至2011年7月，黄石开往北京西、武昌、上海、深圳、福州、成都、宁波、杭州、厦门、汕头、温州、南昌、包头、西安、重庆、泉州、太原等22对快速、特快列车，其中动车组5对。经铁黄线开行黄石东至广水、赤壁空调特快列车2对。

经过多次改造，特别是2005年的再次改造和提速，武九线和铁黄线的能力得到进一步释放，客货运量显著上升，融入其中的古老的大冶铁路重新焕发出青春的活力。在客运方面，1958年7月1日，首次增开武昌至黄石旅客列车，当年黄石、铁山车站发送旅客约30万人。1971年旅客列车由1对增加到3对。1998年5月18日，武汉铁路分局将管内唯一2对“火车快巴”全部安排在武昌—黄石间运行。运行时间由原来的3个多小时压缩到1小时30分钟。在货运方面，铁黄线主要承担黄石市国计民生物资的运输和武钢、大冶钢厂、鄂州钢铁厂、华新水泥厂、红旗水泥厂、黄石电厂等大型厂矿的原料及产品运输任务。货物发送种类以矿石、水泥、钢铁、石油、矿物性建筑材料等为大宗。1975年至1980年，为支援葛洲坝水利枢纽工程建设，铁黄线每天开行1至2列黄石—宜昌水泥车专列，把湖北省华新水泥厂的水泥运往葛洲坝。1980年为满足铁黄线日益增长的货物运输需要，建成10股道、1200平方米仓库、42个货位的黄石西站，铁黄线运输能力进一步提升。1985年黄石车站开始办理集装箱运输业务。1987年12月15日江岸西车站增开黄石、铁山区段列车；武昌东增开黄石区段列车。1997年开行支援三峡水利枢纽建设的水泥运输专列。2001年，武汉分局开行黄石华新水泥厂的水泥整车运输。2002年，黄石车站发送货物178.9万吨，发送集装箱20116个23.7万吨；货物到达量292.4万吨。2005年铁黄线列车运行时速由60千米提高到120千米，货运能力成倍增加。1958至2010年，大冶铁矿生产的铁矿石95%通过铁黄线和武九线输送到武钢、鄂钢、下陆钢铁总厂等重要的钢铁基地，以及近百家冶金、化工、建材行业。

### 停运、拆除及改造
因武九铁路提速改造，列车上座率低，噪音扰民等原因，2013年5月2日起，黄石东线停止办理客运业务，仅保留货运业务。
2022年6月，依《国铁集团货运部关于修改车站和专用线货运运营条件有关事项的通知（2210）（货价电〔2022〕44 号）》，除新下陆站外，黄石东全线自当月12日起全部停止营运，同期该线从《铁路货运运价里程表》《铁路客运运价里程表》中删去:88，附87。